# Guru Guru Curtain
Singles de Nogizaka46
Oide Shampoo
(2 mai 2012)
Guru Guru Curtain ou Guruguru Curtain (ぐるぐるカーテン) est le 1er single du groupe féminin japonais Nogizaka46, sorti en 2012.

## Détails du single
Ce single marque les débuts du groupe après sa formation en juin 2011. Il est interprété par les membres de la 1re génération du groupe. Quasiment tous les membres du groupe ont participé à ce single, des membres ont quitté le groupe en 2011, avant la sortie du disque et les débuts réels du groupe, quand ce dernier était encore en phase d'apprentissage.
Une des membres, Manatsu Akimoto, ne participe pas aux enregistrement des chansons pour ses études et autres raisons académiques ; elle ne débute avec le groupe que sur son 4e single Seifuku no Mannequin qui sort en décembre 2012.
La chanson a été interprétée pour la première fois lors de l’événement AKB48 Request Hour Setlist Best 100 2012 au Tokyo Dome City Hall au cours du mois précédant sa sortie.
Le single atteint la 2e place du classement hebdomadaire des ventes de l'Oricon, s'y maintient pendant 34 semaines au total ; il se vend à 136 309 exemplaires durant la première semaine. Le disque est classé 29e meilleur single de l'année 2012.
Le single sort en quatre versions, trois notées A, B et C (CD+DVD) éditions limitées et une régulière en tant qu'édition théâtre (CD seulement). Les DVD comprennent des musiques vidéo des chansons, mais aussi un ensemble de courtes vidéos présentant les membres du groupe. Il contient la chanson-titre Guru Guru Curtain, sa chanson face B principale Hidari Mune no Yūki, puis d'autres chansons inédites en face B mais différentes selon l'édition : Nogizaka no Uta (éd. A), Aitakatta Kamoshirenai (éd. B), Ushinaitakunai Kara (éd. C) et Shiroi Kumo ni Notte (CD normale).
La chanson-titre est utilisée comme chanson-thème pour un spot publicitaire de Meiji en 2012. Elle ne figure que 3 ans plus tard sur le 1er album du groupe, Tōmei na Iro, en janvier 2015.

## Membres sélectionnés
Guru Guru Curtain
- 1er génération : Rina Ikoma, Erika Ikuta, Rena Ichiki, Sayuri Inoue, Mahiro Kawamura, Asuka Saitō, Yūri Saitō, Reika Sakurai, Mai Shiraishi, Kazumi Takayama, Kana Nakada, Nanase Nishino, Ami Nōjo, Nanami Hashimoto, Minani Hoshino, Sayuri Matsumura

Hidari Mune no Yūki
Artiste : Undergirls
- 1re génération : Mikumo Andō, Nene Itō, Marika Itō, Yumiko Iwase, Misa Eto, Yukina Kashiwa, Hina Kawago, Chiharu Saitō, Himeka Nakamoto, Seira Nagashima, Seira Hatanaka, Mai Fukagawa, Hina Higuchi, Seira Miyazawa, Rina Yamato, Yumi Wakatsuki, Maaya Wada

Nogizaka no Uta
- 1re génération : Mikumo Andō, Erika Ikuta, Rina Ikoma, Rena Ichiki, Nene Itō, Marika Itō, Sayuri Inoue, Yumiko Iwase, Misa Eto, Yukina Kashiwa, Hina Kawago, Mahiro Kawamura, Asuka Saitō, Chiharu Saitō, Yūri Saitō, Reika Sakurai, Mai Shiraishi, Kazumi Takayama, Seira Nagashima, Kana Nakada, Himeka Nakamoto, Nanase Nishino, Ami Nōjo, Seira Hatanaka, Nanami Hashimoto, Hina Higuchi, Mai Fukagawa, Minami Hoshino, Seira Miyazawa, Sayuri Matsumura, Rina Yamato, Yumi Wakatsuki, Maaya Wada

Aitakatta Kamoshirenai
- 1re génération : Erika Ikuta, Rina Ikoma, Rena Ichiki, Nena Itō, Marika Itō, Sayuri Inoue, Misa Eto, Mahiro Kawamura, Asuka Saitō, Yūri Saitō, Reika Sakurai, Mai Shiraishi, Kazumi Takayama, Kana Nakada, Nanase Nishino, Ami Nōjo, Nanami Hashimoto, Minami Hoshino, Seira Miyazawa, Sayuri Matsumura

Ushinaitakunai Kara
- 1re génération : Erika Ikuta, Rina Ikoma, Rena Ichiki, Sayuri Inoue, Mahiro Kawamura, Asuka Saitō, Yūri Saitō, Reika Sakurai, Mai Shiraishi, Kazumi Takayama, Seira Nagashima, Kana Nakada, Himeka Nakamoto, Nanase Nishino, Ami Nōjo, Seira Hatanaka, Nanami Hashimoto, Mai Fukagawa, Minami Hoshino, Sayuri Matsumura

Shiroi Kumo ni Notte
- 1re génération : Erika Ikuta, Rina Ikoma, Rena Ichiki, Mikumo Andō, Sayuri Inoue, Yumiko Iwase, Hina Kawago, Mahiro Kawamura, Asuka Saitō, Chiharu Saitō, Yūri Saitō, Reika Sakurai, Mai Shiraishi, Kazumi Takayama, Kana Nakada, Nanase Nishino, Ami Nōjo, Nanami Hashimoto, Minami Hoshino, Sayuri Matsumura

## Listes des titres
| 1. | Guru Guru Curtain (ぐるぐるカーテン)  |  |
| 2. | Hidari Mune no Yūki (左胸の勇気)      |  |
| 3. | Shiroi Kumo ni Notte (白い雲にのって) |  |
| 4. | Guru Guru Curtain (off vocal ver.)    |  |
| 5. | Hidari Mune no Yūki (off vocal ver.)  |  |
| 6. | Shiroi Kumo ni Notte (off vocal ver.) |  |

| 1. | Guru Guru Curtain (ぐるぐるカーテン) |  |
| 2. | Hidari Mune no Yūki (左胸の勇気)     |  |
| 3. | Nogizaka no Uta (乃木坂の詩)         |  |
| 4. | Guru Guru Curtain (off vocal ver.)   |  |
| 5. | Hidari Mune no Yūki (off vocal ver.) |  |
| 6. | Nogizaka no Uta (off vocal ver.)     |  |

| 1. | Guru Guru Curtain -MUSIC VIDEO-   |  |
| 2. | Hidari Mune no Yūki -MUSIC VIDEO- |  |

| 1. | Guru Guru Curtain (ぐるぐるカーテン)              |  |
| 2. | Hidari Mune no Yūki (左胸の勇気)                  |  |
| 3. | Aitakatta Kamoshirenai (会いたかったかもしれない) |  |
| 4. | Guru Guru Curtain (off vocal ver.)                |  |
| 5. | Hidari Mune no Yūki (off vocal ver.)              |  |
| 6. | Aitakatta Kamoshirenai (off vocal ver.)           |  |

| 1. | Guru Guru Curtain -MUSIC VIDEO-                      |  |
| 2. | Aitakatta Kamoshirenai -MUSIC VIDEO-                 |  |
| 3. | Aitakatta Kamoshirenai -MUSIC VIDEO- <Original ver.> |  |

| 1. | Guru Guru Curtain (ぐるぐるカーテン)   |  |
| 2. | Hidari Mune no Yūki (左胸の勇気)       |  |
| 3. | Ushinaitakunai Kara (失いたくないから) |  |
| 4. | Guru Guru Curtain (off vocal ver.)     |  |
| 5. | Hidari Mune no Yūki (off vocal ver.)   |  |
| 6. | Ushinaitakunai kara (off vocal ver.)   |  |

| 1. | Guru Guru Curtain -MUSIC VIDEO-   |  |
| 2. | Ushinaitakunai Kara -MUSIC VIDEO- |  |